# Fresh Out the Oven
Fresh Out the Oven – piosenka R&B/electropop stworzona na siódmy album studyjny amerykańskiej piosenkarki Jennifer Lopez pt. Love? (2011), lecz ostatecznie niewydana na nim, jak i na żadnym fizycznym wydawnictwie muzycznym. Wyprodukowany przez duet The Neptunes oraz nagrany z gościnnym udziałem rapera Pitbulla, singel promocyjny wydany został dnia 7 października 2009 roku, mając wspomóc promocję planowanego wówczas do publikacji krążka Love?.

## Teledysk
Wideoklip reżyserowany był przez Jonasa Åkerlunda. Premiera podstawowej wersji klipu odbyła się 20 listopada 2009 roku, zaś edycji reżyserskiej – w styczniu 2010, na łamach oficjalnej strony internetowej Åkerlunda. Formalny, pełny tytuł teledysku brzmi: „'Fresh Out the Oven’ starring Jennifer Lopez as Lola & featuring Pitbull”. Ideę teledysku oparto na wielokrotnym powtórzeniu tych samych ujęć, celem osiągnięcia hipnotyzującego efektu. Twarze aktorów nie ukazane zostają aż do finalnych sekund wideoklipu, zaś ich ciała, jak i ciało Lopez, ujęte zostały przez operatora w taki sposób, by przywołać skojarzenia z pozycjami seksualnymi. Dostrzeżono inspiracje klipu filmem Stanleya Kubricka Oczy szeroko zamknięte (Eyes Wide Shut, 1999).

## Lista utworów singla
Promo CD (przeznaczony do użytku didżejskiego)
1. „Fresh Out the Oven” (Karmatronic Remix Radio) – 3:54
2. „Fresh Out the Oven” (Space Cowboy Remix Radio) – 2:17
3. „Fresh Out the Oven” (HQ2 Club Mix) – 6:59
4. „Fresh Out the Oven” (Karmatronic Remix) – 6:53
5. „Fresh Out the Oven” (Space Cowboy Remix) – 4:51
6. „Fresh Out the Oven” (Space Cowboy Remix Dub) – 4:50
7. „Fresh Out the Oven” (Album Version) – 3:35

## Pozycje na listach przebojów
| Kraj              | Notowanie (2010)     | Wydawca   | Najwyższa pozycja |
| ----------------- | -------------------- | --------- | ----------------- |
| Stany Zjednoczone | Hot Dance Club Songs | Billboard | 1                 |